# Сент-Геленс
Сент-Геленс (англ. Mount St. Helens) — активний стратовулкан, розташований в окрузі Скамейнія, штат Вашингтон, США. Він знаходиться за 83 км на північний схід від Портленда, штат Орегон, і за 158 км на південь від Сіетла. Сент-Геленс є частиною Каскадних гір і Каскадної вулканічної дуги, сегмента Тихоокеанського вогняного кола.
Вулкан є найвідомішим завдяки катастрофічному виверженню 18 травня 1980 року, яке стало найсмертоноснішою та найбільш економічно руйнівною вулканічною подією в історії США. Унаслідок виверження загинуло 57 осіб, було зруйновано 250 будинків, 47 мостів, 24 км залізничних колій та 298 км автомобільних доріг. Виверження було спричинене потужним землетрусом магнітудою 5,1, що викликало гігантський зсув на північному схилі гори. Це призвело до різкого зменшення висоти вершини з 2950 м до 2549 м і залишило на її місці кратер у формі підкови шириною 1,6 км.
Корінні народи Америки мали власні назви для вулкана: народ коуліц називав його Lawetlat'la (що означає «та, що димить»), а народ клікітат — Loowit або Louwala-Clough («димляча гора»). Сучасну назву гора отримала на честь британського дипломата Аллейна Фіцгерберта, 1-го барона Сент-Геленс, друга мореплавця Джорджа Ванкувера, який досліджував цей регіон наприкінці XVIII століття.

## Етимологія та корінні народи

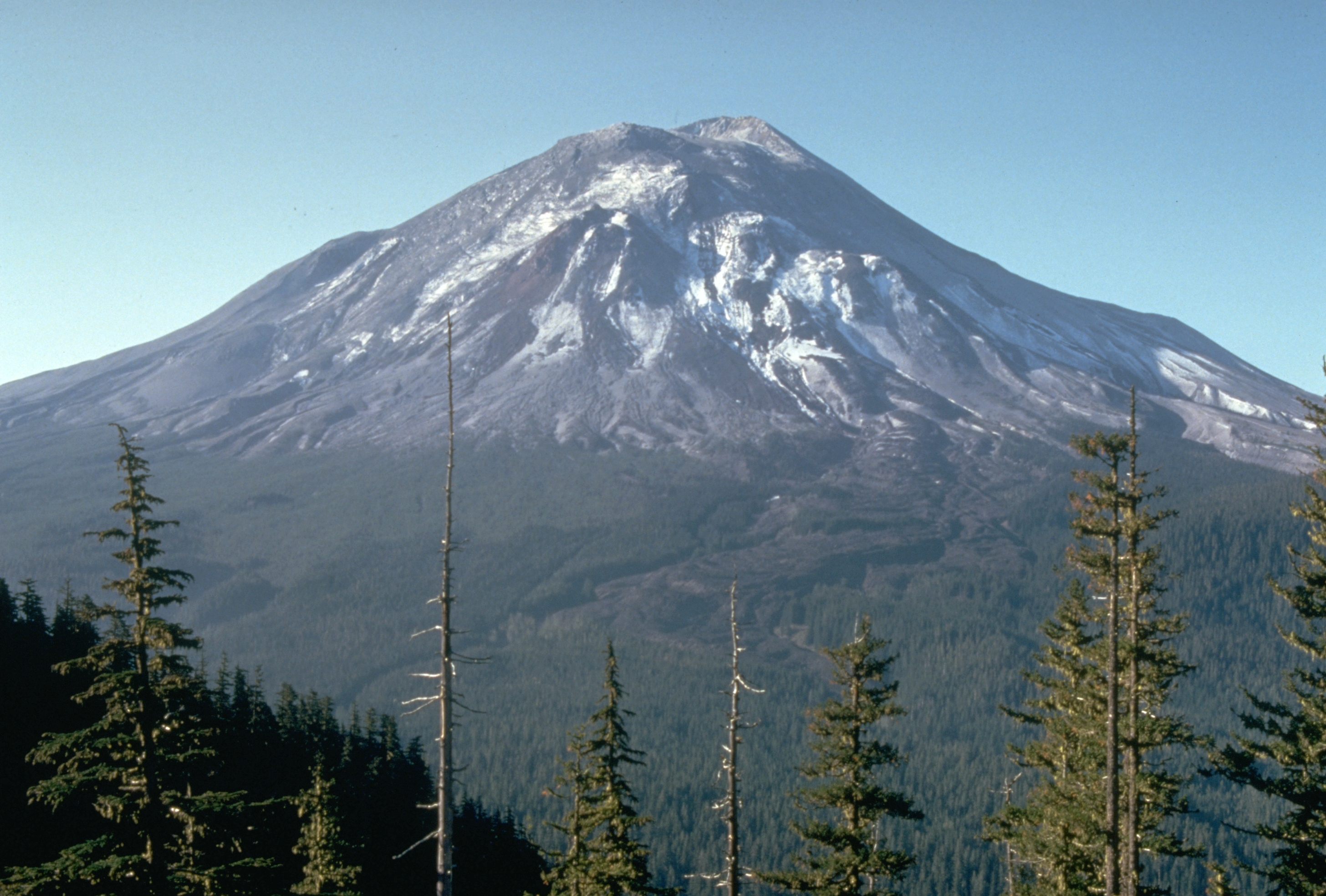
Сент-Геленс 17 травня 1980 року, за день до катастрофічного виверження. Симетрична форма конуса дала йому прізвисько «Фудзіяма Америки».

Гора Сент-Геленс була названа британським мореплавцем Джорджем Ванкувером на честь свого співвітчизника, дипломата лорда Сент-Геленса, наприкінці XVIII століття. Однак для корінних народів, що тисячоліттями жили в цьому регіоні, гора мала власні імена та глибоке культурне значення.
Народність коуліц, що мешкала поблизу вулкана, називала його Lawetlat'la, що перекладається як «та, що димить». В їхніх легендах гора асоціювалася з духами та силами природи. Для народу клікітат гора була відома як Loowit або Louwala-Clough («димляча гора») і фігурувала в їхніх космогонічних міфах про створення вулканів Адамс та Худ. Ці назви свідчать про те, що вулканічна активність гори була добре відома корінним американцям задовго до прибуття європейців.

## Географічне та геологічне положення
Сент-Геленс є частиною Каскадної вулканічної дуги, ланцюга вулканів, що простягається від північної Каліфорнії до південної Британської Колумбії, Канада. Ця дуга утворилася внаслідок субдукції — занурення океанічної плити Хуан-де-Фука під континентальну Північноамериканську плиту.
На відміну від більшості інших великих вулканів Каскадних гір, Сент-Геленс розташований приблизно на 55 км на захід від головного хребта. Таке нетипове розташування вчені пов'язують із наявністю так званого «вікна у плиті» (slab window), через яке магма піднімається ближче до поверхні на захід від основної вулканічної осі.
Вулкан є відносно молодим. Його формування почалося менше 40 000 років тому, а основний конус, що існував до 1980 року, почав утворюватися лише близько 2200 років тому. Завдяки своїй симетричній формі та сніговій шапці до 1980 року його часто називали «Фудзіямою Америки».

## Історія вивержень

### Ранні етапи
Геологічна історія Сент-Геленс поділяється на кілька еруптивних періодів. Найдавніші відомі виверження, що належать до «періоду Ейп-Каньйон» (Ape Canyon Stage, 40-35 тис. років тому), складалися переважно з дациту та андезиту і утворили основу вулкана. Протягом наступних періодів, «Кугар» (Cougar Stage, 20-18 тис. років тому) і «Свіфт-Крік» (Swift Creek Stage, 13-8 тис. років тому), відбувалися як вибухові виверження, що утворювали пірокластичні потоки та лахари, так і виливи лави, які розширювали конус вулкана.

### Сучасний етап (до 1980 року)
Сучасний конус почав формуватися близько 4500 років тому. Найактивнішим періодом був «Сміт-Крік» (Smith Creek), під час якого відбувалися масивні викиди попелу. Близько 1900 року до н. е. велике виверження за потужністю вчетверо перевищувало виверження 1980 року. Протягом останніх століть Сент-Геленс залишався найактивнішим вулканом Каскадних гір. Останнє виверження перед 1980 роком відбулося в 1857 році, завершивши 57-річний період активності.

### Виверження 1980 року

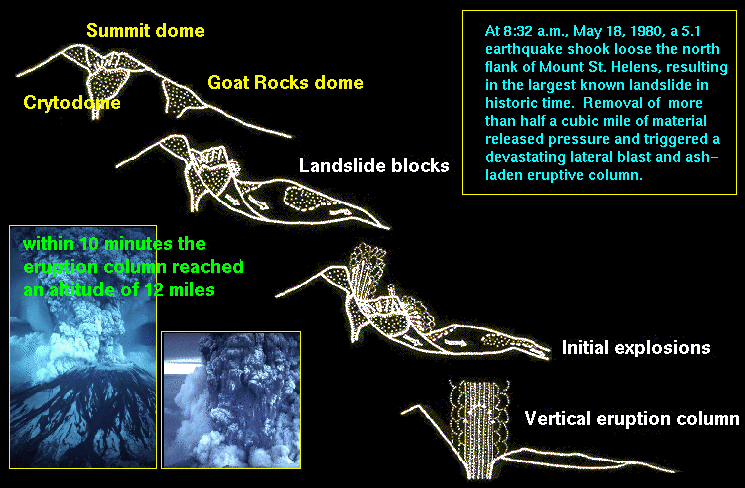
Анімована послідовність подій 18 травня 1980 року: землетрус, обвал північного схилу та спрямований вибух.

З 20 березня 1980 року під вулканом почалася серія землетрусів, що свідчило про рух магми. До травня північний схил гори випнувся назовні більш ніж на 140 метрів, утворивши помітний «горб».
18 травня о 8:32 ранку землетрус магнітудою 5,1 спричинив найбільший в історії спостережень зсув ґрунту: вся північна частина вершини обвалилася. Раптове зняття тиску призвело до потужного бокового вибуху перегрітої пари та вулканічних газів, що рухався зі швидкістю понад 480 км/год. Цей вибух знищив усе на своєму шляху в секторі площею близько 600 км².
Майже одночасно стовп попелу та пари піднявся на висоту понад 24 км, поширивши вулканічний попіл на 11 штатів США. Гарячі потоки пемзи та попелу (пірокластичні потоки) спустилися схилами, а танення снігу та льодовиків спричинило руйнівні грязьові потоки — лахари, що зруйнували мости та будинки вздовж річок Тутл і Кауліц.

### Активність після 1980 року
З 1980 по 1986 рік у новоутвореному кратері відбувалася серія менших вивержень, які поступово сформували новий лавовий купол.
Після 18 років спокою вулкан знову прокинувся у вересні 2004 року. Цей новий етап активності, що тривав до липня 2008 року, характеризувався повільним видавлюванням (екструзією) в'язкої магми, яка утворила новий лавовий купол поряд із куполом 1980-х років. Ці виверження супроводжувалися викидами пари та попелу, але були значно менш небезпечними, ніж події 1980 року, і стали цінним об'єктом для наукових досліджень.

### Відображення в культурі та ЗМІ
Катастрофа миттєво привернула увагу всього світу. Потужні фотографії виверження, зроблені місцевими фотографами, облетіли перші шпальти газет і стали іконічними. Вже в 1981 році на екрани вийшов художній фільм-катастрофа «Сент-Геленс», що розповідав історію Гаррі Трумена. Для багатьох ландшафт вулкана став місцем для духовних роздумів про силу природи, крихкість життя та неминуче зцілення.

## Екологічне відновлення

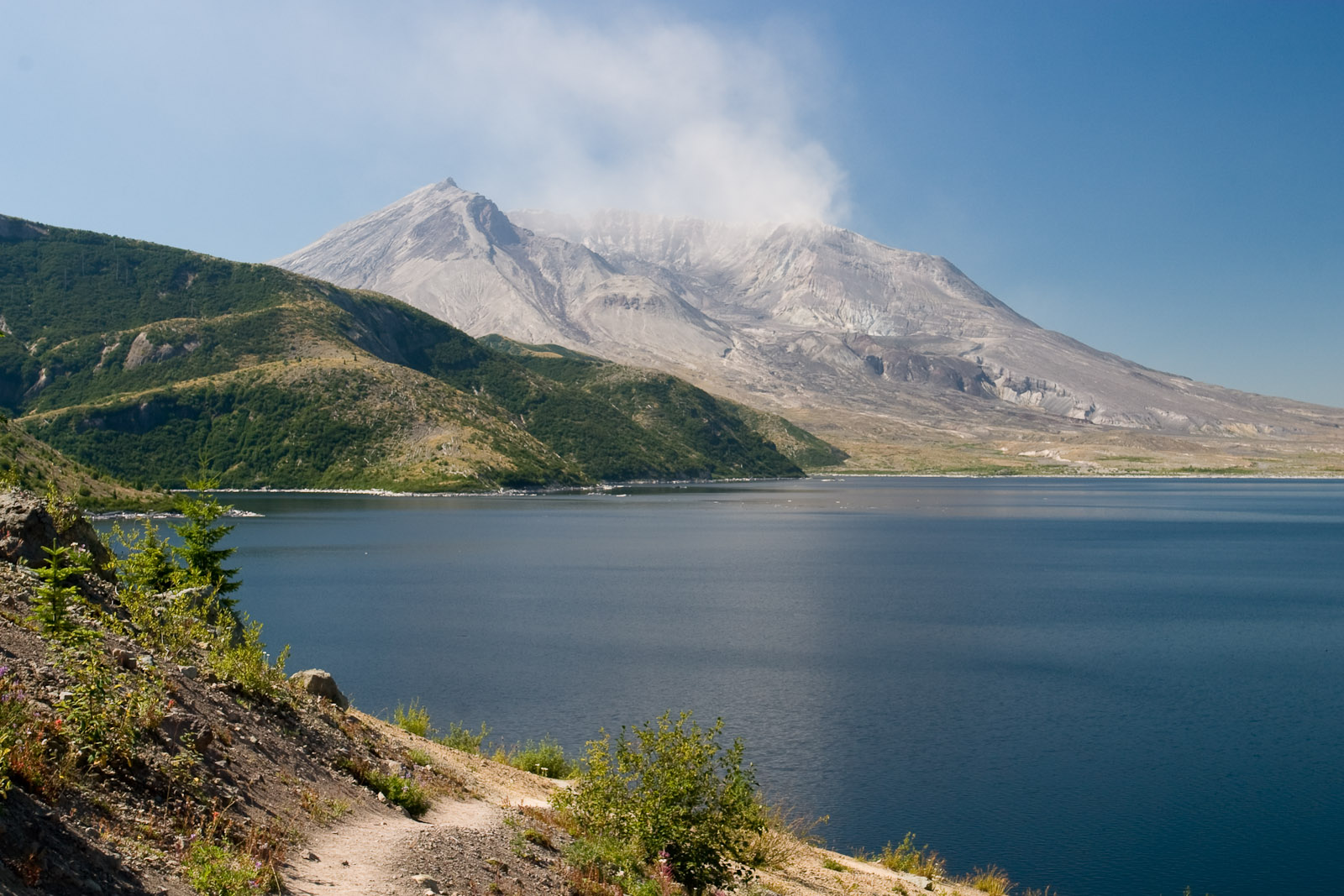
Озеро Спіріт-Лейк та гора Сент-Геленс

Виверження 1980 року стерилізувало величезну територію, створивши унікальну природну лабораторію для вивчення екологічного відновлення (сукцесії). Всупереч очікуванням, життя повернулося набагато швидше, ніж прогнозували вчені.
Багато організмів пережили вибух:
- Дрібні тварини, що перебували в зимовій сплячці під землею[18].
- Рослини, коріння яких було захищене шаром ґрунту.
- Водні мешканці в озерах, що були вкриті товстим шаром льоду та снігу[18].

Першими рослинами-піонерами, що колонізували пустельні попелові рівнини, стали люпини. Вони збагачували ґрунт азотом, створюючи умови для інших видів. Через кілька десятиліть у районі відновилися популяції оленів, ведмедів, а також [гірських кіз, які успішно адаптувалися до нового ландшафту.
Ключову роль у відновленні зіграли кишенькові гофери, які пережили виверження у своїх норах. Викопуючи тунелі, вони перемішували стерильний попіл з родючим ґрунтом, що знаходився під ним. Цей процес, відомий як біотурбація, створив острівці життя, з яких почалося поширення рослин.
У тіні кратера утворився новий льодовик, відомий як Льодовик Кратера (Crater Glacier). Його зростання в активному вулканічному кратері є унікальним гляціологічним явищем.

## Сходження та рекреація

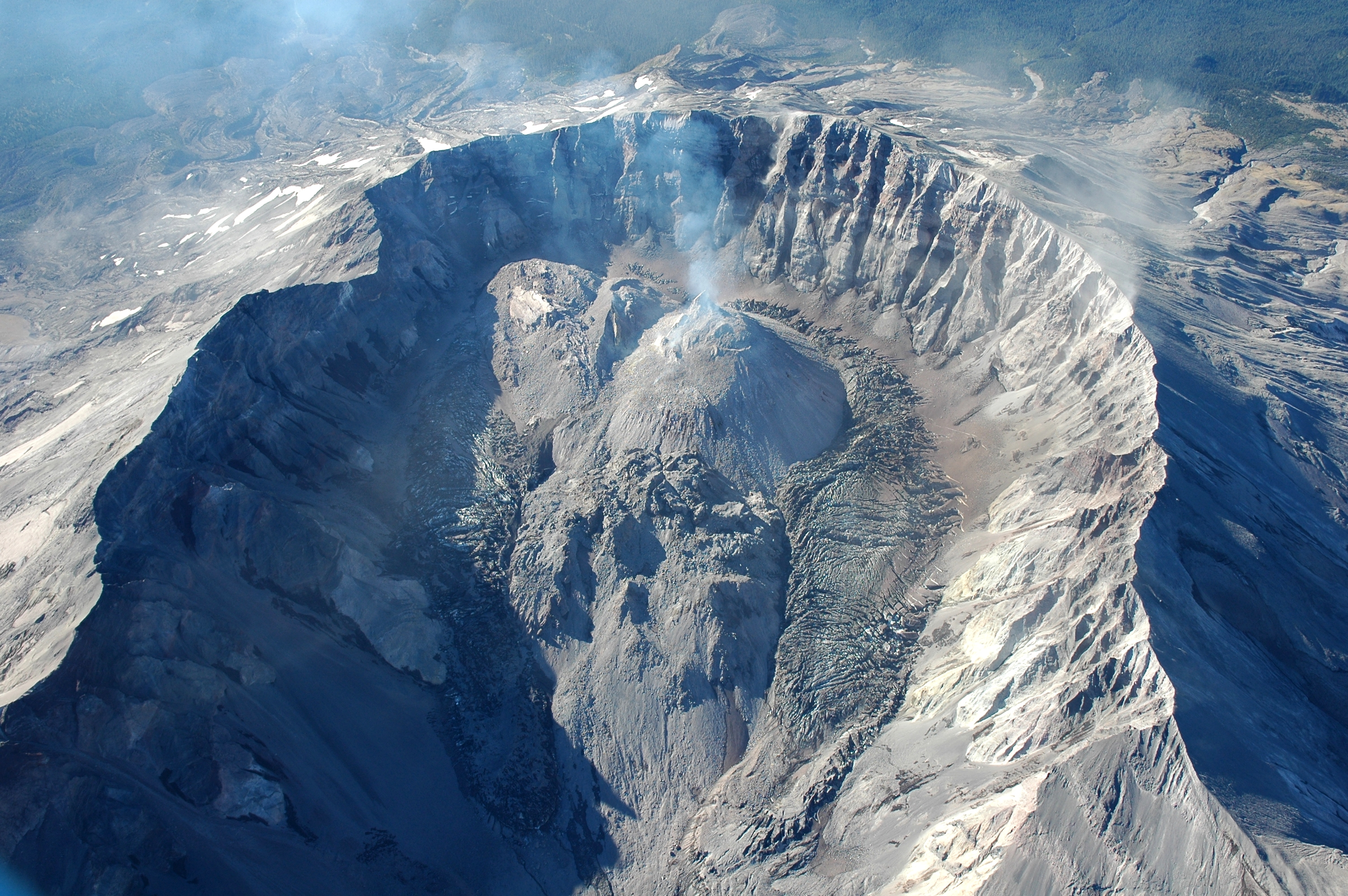
Вигляд кратера Сент-Геленс та лавового купола, що зростає, з повітря, 2006 рік.

Сент-Геленс є популярним об'єктом для альпінізму та пішохідного туризму. Сходження на вершину можливе протягом усього року, але умови та маршрути суттєво відрізняються залежно від сезону.

### Національний вулканічний монумент та система дозволів
У 1982 році Конгрес США створив Національний вулканічний монумент «Гора Сент-Геленс» (Mount St. Helens National Volcanic Monument) площею 445 км². Його мета — збереження природних процесів для наукових досліджень, освіти та рекреації. На території монумента розташовано кілька візиторських центрів, найвідоміший з яких — Обсерваторія Джонстон-Рідж, звідки відкривається прямий вид на кратер.
Для сходження на вершину (вище 1463 м) необхідний дозвіл (climbing permit).
- З 1 квітня по 31 жовтня діє система квот для обмеження кількості альпіністів на день. Дозволи на цей період потрібно купувати заздалегідь онлайн[25].
- З 1 листопада по 31 березня квоти не діють, але дозвіл все одно є обов'язковим. Його можна отримати шляхом самореєстрації на початку маршруту[26].

### Основні маршрути сходження

#### Маршрут «Ворм-Флоуз» (зимовий/весняний)
Це основний маршрут у зимовий та весняний період (з 1 листопада по кінець травня), коли сніг покриває схили.
- Старт: паркінг Marble Mountain Sno-Park (805 м).
- Дистанція (туди й назад): приблизно 19 км.
- Набір висоти: близько 1700 м.

Маршрут пролягає засніженими схилами та хребтами, що утворилися внаслідок давніх лавових потоків. Він вимагає навичок зимових сходжень, використання кішок, льодоруба та вміння орієнтуватися на місцевості, оскільки стежка часто невидима під снігом.

#### Маршрут «Монітор Рідж» (літній)
Це стандартний і найпопулярніший маршрут у літній та осінній період, коли схили вільні від снігу.
- Старт: табір Climber's Bivouac (1158 м).
- Дистанція (туди й назад): приблизно 8 км.
- Набір висоти: близько 1400 м.

Маршрут починається з лісової стежки, яка потім переходить у кам'янисті поля з вулканічної породи та сипучі схили. Хоча маршрут не є технічно складним, він вимагає значної фізичної витривалості через крутий нахил та нестійку поверхню.

### Безпека на маршруті
Сходження на Сент-Геленс пов'язане з об'єктивними ризиками. Альпіністам рекомендується мати при собі десять основних речей для виживання. Основні небезпеки включають:
- Погодні умови: погода може швидко змінюватися, призводячи до гіпотермії та поганої видимості.
- Снігові карнизи: на краю кратера утворюються нестійкі снігові нависи, обвал яких є смертельно небезпечним.
- Каменепади: особливо на маршруті «Монітор Рідж» влітку.
- Вулканічна активність: хоча вулкан моніториться, ризик раптових викидів пари чи попелу залишається.

Вхід у кратер суворо заборонений через високу небезпеку та нестабільність його стін і льодовика.

## Сучасні загрози та моніторинг
Сент-Геленс залишається активним вулканом і становить загрозу для навколишніх територій. Основними небезпеками є:
- Лахари (грязьові потоки), які можуть виникнути внаслідок танення снігу та льоду під час виверження і пройти десятки кілометрів по долинах річок.
- Викиди попелу, які можуть порушити авіасполучення, пошкодити інфраструктуру та становити загрозу для здоров'я.
- Пірокластичні потоки — швидкорухомі суміші гарячого газу та уламків.
- Лавові потоки та утворення нових куполів[28].

Вулкан перебуває під постійним наглядом Геологічної служби США (USGS) через Каскадну вулканічну обсерваторію. Мережа моніторингу включає сейсмометри, станції GPS, прилади для вимірювання вулканічних газів та камери спостереження, що дозволяє вченим відстежувати найменші зміни в активності вулкана.